# Епархия Пинар-дель-Рио
Епархия Пинар-дель-Рио (лат. Dioecesis Pinetensis ad Flumen) — епархия Римско-Католической церкви с центром в городе Пинар-дель-Рио (Куба). Епархия Пинар-дель-Рио входит в митрополию Гаваны. Кафедральным собором епархии Пинар-дель-Рио является церковь святого Розандия.

## История
20 февраля 1903 года Римский папа Лев XIII издал буллу «Actae Preclara», которой учредил епархию Пинар-дель-Рио, выделив её из епархии Сан-Кристобаль-де-ла-Гаваны. В этот же день епархия Пинар-дель-Рио вошла в митрополию Сантьяго-де-Кубы.
6 января 1925 года епархия Пинар-дель-Рио вошла в митрополию Са-Кристобаль-де-ла-Гаваны.

## Ординарии епархии
- епископ Braulio Orúe Vivanco (20.02.1903 — 21.10.1904);
- епископ José Manuel Dámaso Rúiz y Rodríguez (18.04.1907 — 30.03.1925) — назначен архиепископом Гаваны;
- епископ Evelio Díaz y Cía (26.12.1941 — 21.03.1959);
- епископ Manuel Pedro (Antonio) Rodríguez Rozas (16.01.1960 — 4.12.1978);
- епископ Хайме Лукас Ортега-и-Аламино (4.21.1978 — 21.11.1981) — назначен архиепископом Гаваны;
- епископ José Siro González Bacallao (30.03.1982 — 13.12.2006);
- епископ Jorge Enrique Serpa Pérez (13.12.2006 — по настоящее время).

## Источник
- Annuario Pontificio, Libreria Editrice Vaticana, Città del Vaticano, 2003, ISBN 88-209-7422-3